# 鈴木隆仁 (動物学者)
鈴木 隆仁（すずき たかひと、1983年 - ）は、日本の動物学者である。滋賀県立琵琶湖博物館に務める学芸員（研究部 生態系研究領域 主任学芸員、事業部 環境学習・交流係）であり、専門は微小生物学、特に腹毛動物門イタチムシ類の研究を行っている。

## 概要
1983年、愛知県碧南市に生まれる。インタビューにおいて、小学生の頃にクリスマスプレゼントに買ってもらった魚貝の図鑑が微生物に興味を持つきっかけであると語っている。大阪大学理学部、同大学院理学研究科を経て、2014年に学位を取得した。大阪大学時代は古屋秀隆のもとでニハイチュウ類の系統分類、および淡水性イタチムシ類の分類を研究した。ニハイチュウを題材とした研究が一段落したところで、次の研究対象を模索している際に大阪大学の待兼池から先輩が偶然見つけ、研究することになったというエピソードを語っている。
2009年より特別研究員として琵琶湖博物館でマーク・ジョセフ・グライガーのもとに就く。2015年より同館の嘱託員、翌年より学芸技師、2019年からは学芸員を務めている。学芸員としては淡水微小生物全般を担当している。
これまでは水田ではほとんど採集されないとされてきたイタチムシ類について、採集方法を変えることで多くの種の発見や新種記載を行い、その多様性を解明している。イタチムシ類の研究者は世界でも数えるほどであり、日本においてはほぼ唯一である。

## 著書

### 単著
- 鈴木隆仁『イタチムシの世界をのぞいてみよう』サンライズ出版〈琵琶湖博物館ブックレット〉、2016年9月21日。ISBN 978-4-88325-599-3。

### 共著・分担執筆
- 鈴木隆仁 著「イタチムシ」、針山孝彦・小柳光正・嬉正勝・妹尾圭司・小泉修・日本比較生理生化学会 編『研究者が教える動物飼育 第1巻』共立出版、2012年5月25日。ISBN 9784320057180。
- 鈴木隆仁 著「第3章　田んぼのイタチムシの多様性」、大塚泰介、嶺田拓也 編『なぜ田んぼには多様な生き物がすむのか』京都大学学術出版会、2020年10月30日、47–62頁。ISBN 9784814002856。
- 鈴木隆仁 著「腹毛動物門」、島野智之・岡本卓・柁原宏・自見直人・中野隆文・松沼瑞樹・山崎博史 編『動物系統分類学2026』中山書店、2026年。

## 記載した生物
- マチカネイタチムシ[5] Chaetonotus machikanensis Suzuki & Furuya, 2011
- Chaetonotus retiformis Suzuki & Furuya, 2011
- トゲウロコイタチムシ[18]（カギウロコイタチムシ[17]） Lepidodermella acantholepida Suzuki, Maeda & Furuya, 2013
- ケトゲトゲオイタチムシ[18] Dichaetura filispina Suzuki, Maeda & Furuya, 2013